# Nutzotin
Nutzotin. Skupina Indijanaca Tenankutchin koja živi u blizini izvorišta rijeke Tanane na Aljaska. Imali su dva sela Nandell i Tetling.
Selo Nandell imalo je 80 stanovnika (1885.), a ime je dobilo po poglavici, pa se nazivalo i Nandell's  village, a nalazilo se na rijeci Tetling, blizu jezera Wagner. Drugo selo, Tetling, sa 17 stanovnika (1885) na gornjoj Tanani, imalo je 1898. 4 kuće od balvana.
Planine Nutzotin, po njima su dobile ime.